# Эмблема рода войск
Эмблема рода войск — знаки различия принадлежности военнослужащих к тому или иному роду войск вооруженных сил государств мира, что носится, как правило, на петлицах. Также используется на погонах и часто присутствует на эмблемах отдельных военных формирований соответствующих родов.

### Эмблемы родов войск по странам

#### Вооружённые Силы Германии

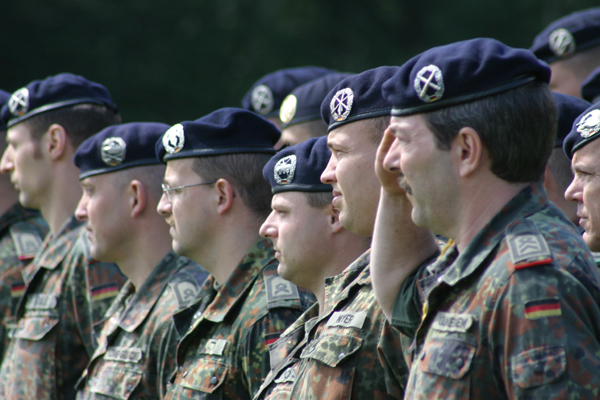
Беретныe знаки Бундесвера

| Беретныe знаки родов войск в Вооружённых силах Германии (Хе́ер) | Беретныe знаки родов войск в Вооружённых силах Германии (Хе́ер) | Беретныe знаки родов войск в Вооружённых силах Германии (Хе́ер) | Беретныe знаки родов войск в Вооружённых силах Германии (Хе́ер) | Беретныe знаки родов войск в Вооружённых силах Германии (Хе́ер)    | Беретныe знаки родов войск в Вооружённых силах Германии (Хе́ер) | Беретныe знаки родов войск в Вооружённых силах Германии (Хе́ер) | Беретныe знаки родов войск в Вооружённых силах Германии (Хе́ер) | Беретныe знаки родов войск в Вооружённых силах Германии (Хе́ер) |
| -------------------------------------------------------------- | -------------------------------------------------------------- | -------------------------------------------------------------- | -------------------------------------------------------------- | ----------------------------------------------------------------- | -------------------------------------------------------------- | -------------------------------------------------------------- | -------------------------------------------------------------- | -------------------------------------------------------------- |
|                                                                |                                                                |                                                                |                                                                |                                                                   |                                                                | Barettabzeichen                                                | Barettabzeichen                                                | Barettabzeichen                                                |
| Танковые войска (Panzertruppe)                                 | Войсковая разведка (Heeresaufklärungstruppe)                   | Танковые гренадеры (Panzergrenadiertruppe)                     | Воздушно- десантные войска (Fallschirmjägertruppe)             | Специальная часть сухопутных войск (Kommando Spezialkräfte - KSK) | Артиллерия (Artillerietruppe)                                  | Топографические войска (Topographietruppe)                     | Войска связи (Fernmeldetruppe)                                 | Инженерные войска (Pioniertruppe)                              |
|                                                                |                                                                |                                                                |                                                                |                                                                   |                                                                |                                                                |                                                                |                                                                |
|                                                                |                                                                |                                                                |                                                                |                                                                   |                                                                |                                                                |                                                                |                                                                |

#### Вооружённые Силы СССР

Рисунки петличных знаков-эмблем РККА 1936—1942 годов.

Петличные эмблемы по роду войск (службы) РККА в 1936—1942 годах (слева направо — см. рис.):
- Верхний ряд:
  - войска связи и подразделения связи всех родов войск,
  - инженерные войска (кроме частей, имеющих собственные эмблемы),
  - химические войска,
  - железнодорожные войска и ВОСО[2],
  - военно-медицинский состав (эмблема золотого цвета),
  - военно-ветеринарный состав (эмблема серебряного цвета),
  - понтонные части инженерных войск;
- Средний ряд:
  - военно-воздушные силы,
  - автобронетанковые (АБТ) войска,
  - сапёрные части и подразделения всех родов войск[3],
  - военно-технический состав всех родов войск (военные техники и инженеры),
  - артиллерия,
  - административный и военно-хозяйственный (интендантский) состав всех родов войск,
  - военные дирижёры и музыканты (капельмейстеры);
- Нижний ряд:
  - автомобильные части и шофёры всех родов войск (кроме АБТ),
  - военно-юридический состав,
  - электротехнические части инженерных войск.

#### Вооружённые Силы Российской Федерации
Представлены не все существующие эмблемы, некоторые упразднены либо заменены новыми.
| Петличные знаки родов войск в Вооружённых силах Российской Федерации | Петличные знаки родов войск в Вооружённых силах Российской Федерации | Петличные знаки родов войск в Вооружённых силах Российской Федерации | Петличные знаки родов войск в Вооружённых силах Российской Федерации | Петличные знаки родов войск в Вооружённых силах Российской Федерации | Петличные знаки родов войск в Вооружённых силах Российской Федерации | Петличные знаки родов войск в Вооружённых силах Российской Федерации | Петличные знаки родов войск в Вооружённых силах Российской Федерации | Петличные знаки родов войск в Вооружённых силах Российской Федерации | Петличные знаки родов войск в Вооружённых силах Российской Федерации | Петличные знаки родов войск в Вооружённых силах Российской Федерации | Петличные знаки родов войск в Вооружённых силах Российской Федерации |
| -------------------------------------------------------------------- | -------------------------------------------------------------------- | -------------------------------------------------------------------- | -------------------------------------------------------------------- | -------------------------------------------------------------------- | -------------------------------------------------------------------- | -------------------------------------------------------------------- | -------------------------------------------------------------------- | -------------------------------------------------------------------- | -------------------------------------------------------------------- | -------------------------------------------------------------------- | -------------------------------------------------------------------- |
|                                                                      |                                                                      |                                                                      |                                                                      |                                                                      |                                                                      |                                                                      |                                                                      |                                                                      |                                                                      |                                                                      |                                                                      |
| Сухопутные войска (общевойсковая)                                    | Воздушно-космические силы                                            | Военно-воздушные силы                                                | Войска связи                                                         | Танковые войска                                                      | Зенитно-ракетные войска                                              | Ракетные войска и артиллерия                                         | Войска РХБЗ                                                          | Управление по уничтожению химоружия                                  | Радиотехнические войска                                              | Ракетные войска стратегического назначения                           |                                                                      |
|                                                                      |                                                                      |                                                                      |                                                                      |                                                                      |                                                                      |                                                                      |                                                                      |                                                                      |                                                                      |                                                                      |                                                                      |
| Космические войска                                                   | Войсковая ПВО                                                        | Воздушно-десантные войска                                            | Инженерные войска                                                    | Автомобильные войска                                                 | Железнодорожные войска                                               | Военно-оркестровая служба                                            | Военно-топографическая служба                                        | Военно-юридическая служба                                            | Военно-медицинская служба                                            | Ветеринарно-санитарная служба                                        |                                                                      |

#### Вооружённые силы Украины
| Эмблемы родов войск и служб ВС Украины                                                   | Эмблемы родов войск и служб ВС Украины                  | Эмблемы родов войск и служб ВС Украины                 | Эмблемы родов войск и служб ВС Украины | Эмблемы родов войск и служб ВС Украины                  | Эмблемы родов войск и служб ВС Украины | Эмблемы родов войск и служб ВС Украины | Эмблемы родов войск и служб ВС Украины |                              |
| ---------------------------------------------------------------------------------------- | ------------------------------------------------------- | ------------------------------------------------------ | -------------------------------------- | ------------------------------------------------------- | -------------------------------------- | -------------------------------------- | -------------------------------------- | ---------------------------- |
|                                                                                          |                                                         |                                                        |                                        |                                                         |                                        |                                        |                                        |                              |
| Общевойсковая (сухопутных войск)                                                         | Общая Воздушных сил, армейской авиации, морской авиации | Общая Военно-морских сил сил                           | Силы специальных операций              | Эмблема на нижнюю часть воротника генералов и адмиралов | Механизированные войска                | Танковые войска                        | Ракетные войска и артиллерия           | Десантно-штурмовые войска    |
|                                                                                          |                                                         |                                                        |                                        |                                                         |                                        |                                        |                                        |                              |
| Войска противовоздушной обороны Сухопутных войск и зенитно-ракетные войска Воздушных сил | Радиотехнические войска                                 | Военная полиция                                        | Войска радиоэлектронной борьбы         | Финансовая служба                                       | Медицинская служба                     | Ветеринарная служба                    | Инженерные войска                      | Военные дирижёры и музыканты |
|                                                                                          |                                                         |                                                        |                                        |                                                         |                                        |                                        |                                        |                              |
| Части и подразделения логистики                                                          | Автомобильные и дорожные войска                         | Войска радиационной, химической и биологической защиты | Юридическая служба                     | Служба военных сообщений                                | Войска связи                           |                                        |                                        |                              |

#### Вооружённые силы США
|                                      |                            |                   |                     |                    |                                |                           |                           |                 |
| Пехота                               | Военная авиация            | Танковые войска   | Кавалерия           | Полевая артиллерия | Войска связи                   | Войска РХБЗ               | Силы специальных операций | Войска ПВО      |
|                                      |                            |                   |                     |                    |                                |                           |                           |                 |
| Военно-гражданское администрирование | Корпус инженеров Армии США | Финансовая служба | Тыловое обеспечение | Военные оркестры   | Войска радиоэлектронной борьбы | Военно-юридическая служба | Военно-медицинская служба | Военная полиция |